# 我们生活的年代
《我们生活的年代》是张建栋、白涛执导的电视剧，2008年出品，共30集，还作品以上个世纪九十年代为背景，通过三个年轻人在生活中的遭遇来反应一些当时的社会问题。

## 剧情简介
故事发生在上个世纪九十年代，有三个年轻人决定出去闯荡，虽说在他们的努力下，他们得到了一些小的成就，但是却因为无法避免个人欲望等原因，导致原本是朋友的三人逐渐形同陌路……

## 演员表
- 刘烨 饰 袁浩东[3]
- 沙溢 饰 郭洋港
- 李光洁 饰 赵家乐
- 赵琳 饰 林紫云
- 李倩 饰 江小荷
- 陈筱诺 饰 叶玉芬
- 刘圆圆 饰 杨依蕾
- 张少华 饰 江奶奶
- 杨子骅 饰 牛大武
- 樊志起 饰 赵振庭

## 获奖记录
- 在2008年12月17日，该作在2008《新周刊》中国娇子新锐榜年度电视剧中，该作获奖。
- 在2008年12月17日，该作在2008《新周刊》中国娇子新锐榜年度艺人中，刘烨获奖
- 2009年02月24日，该作在2008年度上海文广集团题材贡献奖中获奖[4]
- 2009年6月20日，该作在第二届中国电视网络影响力十大电视局中获奖

## 相關連結
- 豆瓣电影上《我们生活的年代》的資料 （简体中文）
- 央视网链接